# Ponta da Garça
A Ponta da Garça é uma formação geológica costeira de São Tomé e Príncipe, localizada na ilha de São Tomé, a Sul da província de Caué. Este acidente geológico localiza-se entre a localidade Pesqueira e a Ponta Ío Macaco.